# Martyn Rix
Edward Martyn Rix (1943) is een Britse botanicus, plantenverzamelaar, tuinier en auteur. Hij studeerde botanie aan Trinity College Dublin en aan de University of Cambridge. Aan de laatste universiteit behaalde hij een Ph.D. hij met een proefschrift over Fritillaria-soorten uit Turkije.
Na zijn promotie werkte hij aan de Universität Zürich. Hier droeg hij als medeauteur bij aan het boek Waterplants of the World. Ook bestudeerde hij de effecten van wateronkruiden in India. Hierna werd hij aangesteld als botanicus bij de Royal Horticultural Society in Wisley. Hier doceerde hij botanie.
Rix heeft de hele wereld doorgereisd voor het verzamelen en fotograferen van (wilde) planten. Hij is onder meer op expeditie geweest in de bergen in het westen van China, in Mexico, in Zuid-Afrika en in de Argentijnse Andes. Hij heeft een groot aantal planten in cultuur geïntroduceerd in Europa en Noord-Amerika. Hij is betrokken geweest bij het ontwerpen en beplanten van tuinen in Californië, Bermuda, de Maagdeneilanden, Turkije, Frankrijk en Italië.
Rix heeft bijgedragen aan vele wetenschappelijke publicaties, waaronder The European Garden Flora, Flora Europaea, The Flora of Turkey, Kew Bulletin en Curtis's Botanical Magazine. Hij heeft een aantal boeken geschreven over botanische kunst, waaronder Art of the Plant World, Art in Nature en Redoute Album, een publicatie over botanisch kunstenaar Pierre-Joseph Redouté. Ook heeft hij meegewerkt aan de BBC-televisieserie The Quest for the Rose. Hij heeft samen met fotograaf Roger Phillips geschreven aan ruim dertig plantenboeken. Een aantal van deze boeken zijn in het Nederlands vertaald. Hiernaast heeft Rix artikels geschreven in tuinbladen als Country Life, Gardens Illustrated en The English Garden Magazine.
Tegenwoordig is Rix is de botanische directeur van RogersRoses, een website die hij samen met Roger Phillips, David Lindsay en Sam Phillips leidt. Hij werkt tevens bij de Royal Botanic Gardens, Kew als redacteur van Curtis's Botanical Magazine. In februari 2003 werd de eerste editie gepubliceerd van dit botanische tijdschrift met Rix als redacteur.
In 1999 is Rix vanwege zijn verdiensten door de Royal Horticultural Society onderscheiden met de Gold Veitch Memorial Medal. Hij is als Fellow of the Linnean Society lid van de Linnean Society of London. Hij is (mede)auteur van meerdere botanische namen, met name van (onder)soorten uit de leliefamilie (Liliaceae), waaronder Fritillaria uva-vulpis.

## Selectie van publicaties
- Water Plants of the World: a Manual for the Identification of the Genera of Freshwater Macrophytes, C.D.K. Cook, B.J. Gut, E. Martyn Rix, Jakob Schneller, Marta Seitz, Dr. W. Junk b.v. Publishers (1974), ISBN 9061930243
- Art of the Plant World, Martyn Rix, Penguin Group USA (1982), ISBN 0879511397
- Garden Open Today: To Celebrate the Diamond Jubilee of the National Gardens Scheme, Martyn Rix, National Gardens Scheme (England and Wales), Alison Rix, Viking (1987), ISBN 0670814024
- Redoute Album: His Life and 60 Colour Prints from the Classic Works, Martyn Rix, Studio Edns. (1990), ISBN 1851703985
- Art in Nature, Martyn Rix, : Studio Edns. (1991), ISBN 1851706348
- The Quest for the Rose, Roger Phillips, Martyn Rix, Random House Inc (1994), ISBN 0679435735
- Best Rose Guide: A Comprehensive Selection, Roger Phillips, Martyn Rix, Firefly Books Ltd (2004), ISBN 1552978443
- The Botanical Garden 2005 Calendar, Roger Phillips & Martyn Rix, Firefly Books Ltd (2004), ISBN 1552971821
- The Botanical Garden 2006 Calendar, Roger Phillips & Martyn Rix, Firefly Books Ltd (2005), ISBN 1552972151
- The Botanical Garden 2007 Calendar, Roger Phillips & Martyn Rix, Firefly Books Ltd (2006), ISBN 1552972593
- Subtropical and Dry Climate Plants: The Definitive Practical Guide, Martyn Rix, Timber Press (2006), ISBN 0881928089